# Manuel Álvarez Benítez
Manuel Álvarez Benítez (Arcos de la Frontera, Cádiz, 4 de enero de 1947), futbolista y dirigente deportivo español. Jugaba de delantero y es uno de los máximos goleadores de la historia del Real Valladolid.

## Biografía
La carrera como futbolista de Manolo Álvarez comenzó en el Linares Club de Fútbol, equipo en el que jugó durante temporada y media. En 1966 pasó al Real Valladolid, donde jugó diez años y anotó 114 goles. Jugó cedido un año en el Jerez Industrial debido a que tenía que cumplir con el servicio militar.
El 6 de junio de 1976 marcó el primer gol de la historia del Estadio de Vallecas, en un partido correspondiente a la última jornada de la Segunda División. El Real Valladolid derrotó 0-1 al Rayo Vallecano, y resultó ser su último partido oficial como blanquivioleta.
En 1976 fue fichado por el Real Murcia, club en el que jugó durante cuatro temporadas y con el que logró dos ascensos, de Tercera División a Segunda, y de Segunda a Primera. Tuvo también un breve paso de seis meses por el Cartagena Fútbol Club.
Fue uno de los fundadores en 1985 del actual Club Baloncesto Murcia y directivo del mismo hasta 1997.
Directivo del Real Murcia tras la llegada del grupo Santa Mónica en 1998 a este club, en 2009 ocupó la presidencia interina durante unas semanas, tras la dimisión en un corto periodo de tiempo de sus dos anteriores presidentes.